# Ningera jezik
Ningera jezik (nagira, negira, ninggera; ISO 639-3: nby), jedan od papuanskih jezika porodice border, skupina bewani kojim govori 150 ljudi (2003. SIL; 400, 1993. SIL) u provinciji Sandaun (distrikt Vanimo) u Papui Novoj Gvineji.
Skupinu bewani čini zajedno s još četiri jezika. 

## Vanjske poveznice
- Ethnologue (14th)
- Ethnologue (15th)